# Kloster Langendorf
Das Kloster Langendorf war ein Zisterzienserinnenkloster im gleichnamigen Ortsteil der Stadt Weißenfels in Sachsen-Anhalt.

## Geschichte
Die Gründung des Klosters erfolgte nach einer Schenkungsurkunde des Jahres 1230. Um 1400 wurde die noch erhaltene Klosterkirche errichtet. 1539 erfolgte die Einführung der Reformation, danach mehrfacher Besitzwechsel und 1758 bis 1774 adliges Fräuleinstift. Ab 1811 durch das benachbarte Waisenhaus genutzt, Umwandlung in einen Gutshof 1838. Die Klosterkirche 1957 bis 1991 als Tabakscheune genutzt, heute Veranstaltungsort. Das Gutshaus des 19. Jahrhunderts an der Stelle der Ostseite der Klausur bis heute als Schulgebäude genutzt.

## Bau und Anlage
Die rechteckige Klosterkirche wurde um 1400 als Quaderbau mit Satteldach errichtet. Im Inneren flachgedeckt, im Westen dreischiffige, zweijochige Nonnenempore mit Rippengewölbe. Teilweise von Schul- und Gutsgebäuden eingebaut.

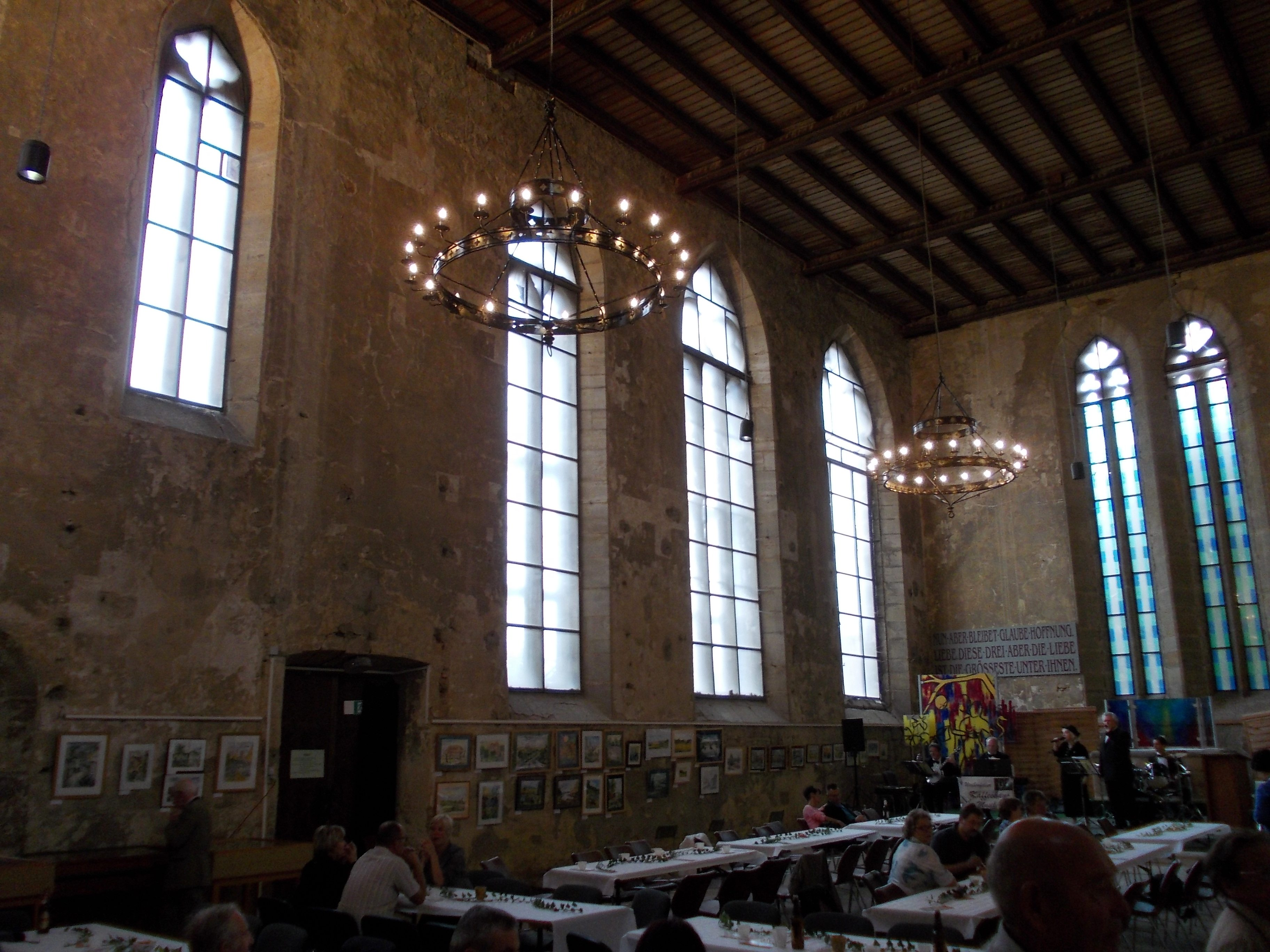
Klosterkirche, Blick zum Chor
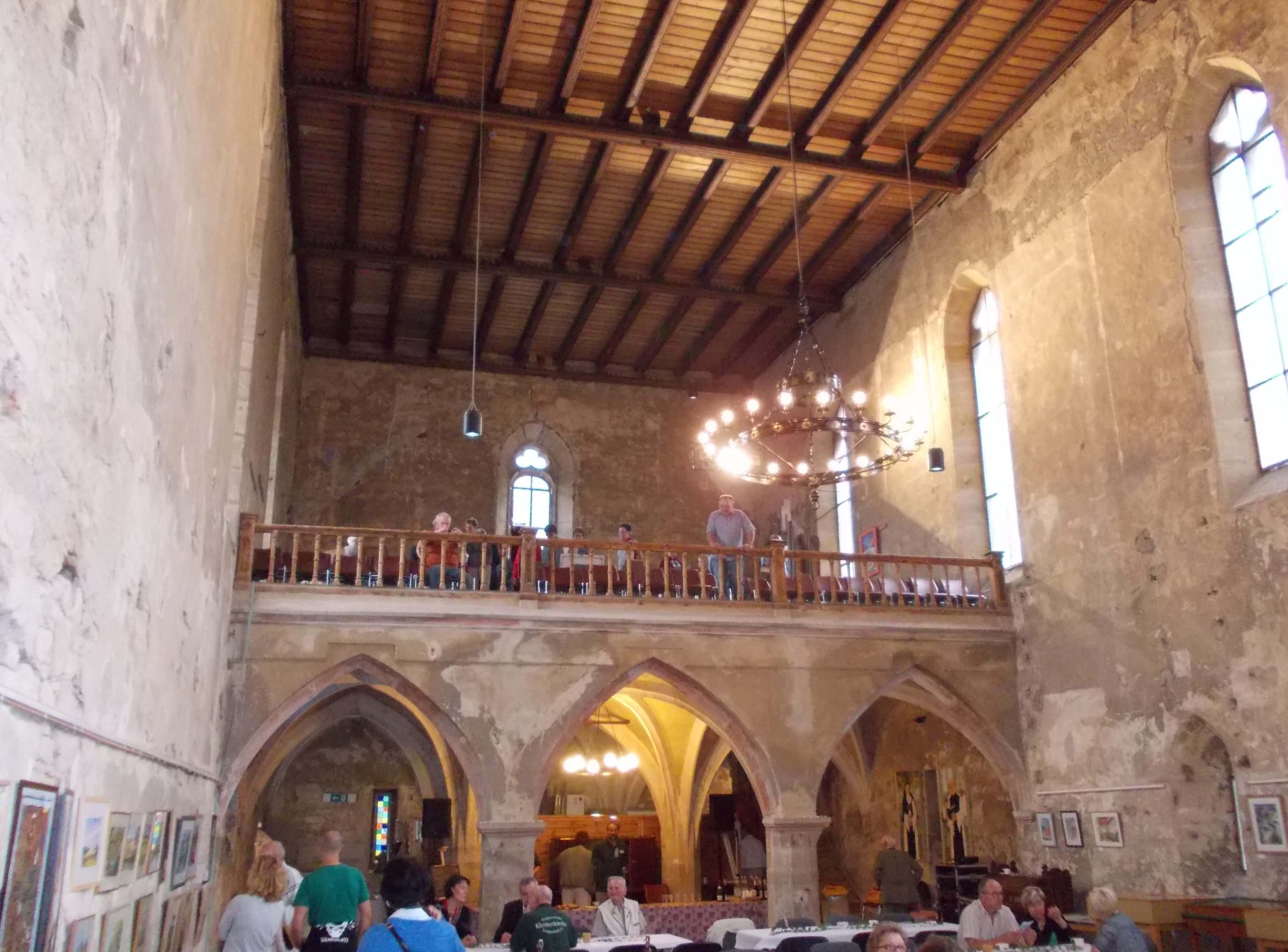
Klosterkirche, Blick zur Nonnenempore